# Цимирот, Гойко
Гойко Цимирот (босн. Gojko Cimirot; 19 декабря 1992, Требине, Босния и Герцеговина) — боснийский футболист, полузащитник клуба «Аль-Фейха» и сборной Боснии.

## Клубная карьера
Цимирот начал свою карьеру в «Леотаре», где он отыграл 4 сезона перед тем, как отправился в боснийский гигант — ФК «Сараево» в 2013.
Там он зарекомендовал себя, как одного из лучших игроков лиги, получив первый вызов в национальную сборную.
11 августа 2015 года греческий клуб ПАОК провёл переговоры с «Сараево» о трансфере Цимирота. 22-летний футболист был очень высоко в трансферном листе греческой команды, и сделка была быстро завершена. 12 августа ПАОК достиг соглашения, приобрев Цимирота за 2 миллиона евро. После прохождения медицинского осмотра он подписал контракт с зарплатой 400 тысяч евро в год. 23 августа Цимирот получил травму левой ноги и пропустил следующие 8 недель. После возвращения он провёл серию хороших матчей и был избран лучшим игроком ПАОКа в декабре.
В январе 2018 года Цимирот присоединился к бельгийскому «Стандарду», подписав контракт до июня 2022 года. 28 января 2018 года он официально дебютировал за клуб в матче против «Андерлехта». 17 марта выиграл свой первый трофей в составе «Стандарда», выиграв Кубок Бельгии. 29 апреля Цимирот забил свой первый гол за клуб в ворота «Гента». 17 августа 2020 года он провёл 100-й матч за «Стандард» против «Васланд-Беверен».

## Международная карьера
Цимирот был основным игроком молодёжной сборной Боснии.
4 сентября 2014 года он дебютировал в главной команде в товарищеской игре с Лихтенштейном.